# مستيقظ: لعبة المليون دولار
مستيقظ: لعبة المليون دولار (بالإنجليزية: Awake: The Million Dollar Game)‏ هو برنامج مسابقات تلفزيوني أمريكي يُعرض على شبكة نتفليكس، حيث يجب على المتسابقين في البرنامج البقاء مستيقظين لأكثر من 24 ساعة قبل التنافس في مُختلف التحديات الجسدية والعقلية. ويُقدم البرنامج جيمس ديفيس. أُصدِرت الحلقة الثامنة من الموسم الأول في 14 يونيو 2019.

## وصلات خارجية
- مستيقظ: لعبة المليون دولار على موقع IMDb (الإنجليزية)
- مستيقظ: لعبة المليون دولار على موقع روتن توميتوز (الإنجليزية)
- مستيقظ: لعبة المليون دولار على موقع نتفليكس (الإنجليزية)
- مستيقظ: لعبة المليون دولار على موقع كينوبويسك (الروسية)
- مستيقظ: لعبة المليون دولار على موقع قاعدة بيانات الفيلم (الإنجليزية)